# Fehmarnsundbron
Fehmarnsundbron, tyska Fehmarnsundbrücke är en bro för fordons- och järnvägstrafik över Fehmarnsund som förbinder Tysklands fastland med den tyska ön Fehmarn i Östersjön. Den är 963 meter lång och har en spännvidd på 243 meter och en bredd på 21 meter. Segelfri höjd är 22 meter. Sedan 1999 är Fehmarnsundbron ett byggnadsminne (Denkmalschutz).
Väg E47 och B207 samt järnvägen Hamburg-Puttgarden går över bron. Vägen har en körbana med en fil per riktning. Järnvägen har enkelspår utan elektrisk drift. Bron har åtta spann där det största överbryggas med den för Fehmarnsundbrons typiska bågbron med ett nätverk av stålvajrar.

## Historik
Redan 1912 planerades en järnvägsbro över sundet. Under andra världskriget planerades en bred bro för motorväg och järnväg. 1941 påbörjades anläggningsarbetena genom Organisation Todt men avbröts 1942.
Bron ritades av arkitekt Gerd Lohmer. Den började uppföras 1958 och öppnades för trafik den 30 april 1963. Ungefär samtidigt invigdes färjelinjen Rødby–Puttgarden som nås via bron. Innan dess användes Großenbrode på brons fastlandssida som färjehamn mot Gedser. År 2019 flyttades tågtrafiken Hamburg–Köpenhamn till att gå via Stora Bält istället. År 2022 stängs den regionala tågtrafiken över Fehmarnsundbron.

## Fehmarn Bält-förbindelsen
2008 tecknades ett fördrag mellan Danmarks och Tysklands transportministrar om byggandet av Fehmarn Bält-förbindelsen, norr om Fehmarn. Det ska bli en kombinerad motorvägs- och järnvägstunnel mellan Danmark och Tyskland. Den hade byggstart 2021 och planeras bli klar 2029. Detta kommer att öka trafiken över Fehmarnsundbron, särskilt tågtrafik.

## Fehmarnsundtunneln
År 2020 beslutade man att komplettera Fehmarnsundbron med en ny tunnel med motorväg och järnväg. Bron är K-märkt och ska behållas för lokal vägtrafik.
Det var i samband med Fehmarn Bält-förbindelsen beslutat 2008 att Fehmarnsundbron skulle förbli som den är, med en vägkörbana (och två filer) och ett järnvägsspår, men med elektrifiering tillagd på järnvägen. Dock har man senare funnit att den är i dåligt skick och inte klarar tunga godståg på sikt. Den planeras inte bli klar till Fehmarn Bält-förbindelsen 2029.

## Fotogalleri

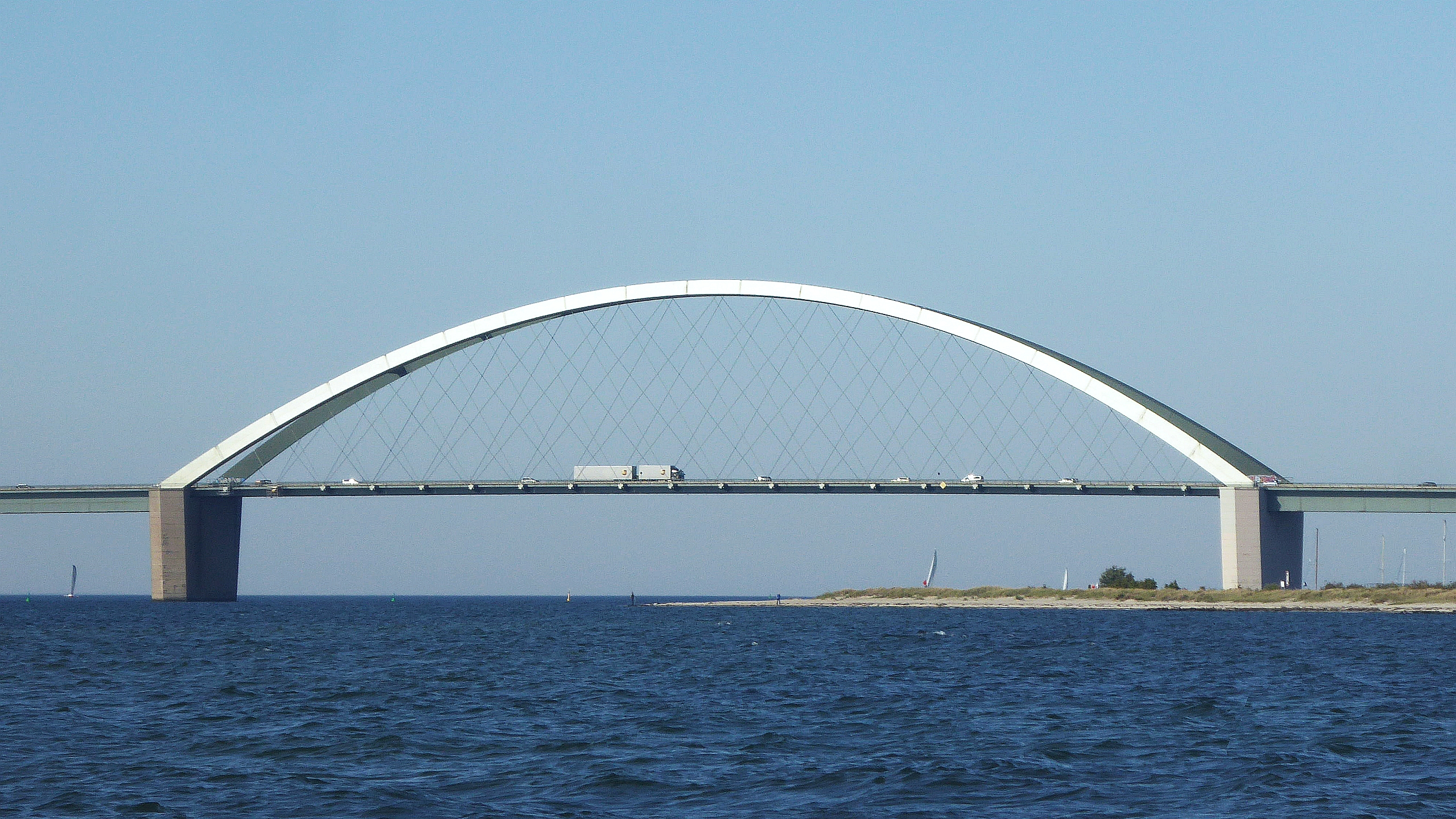
Fehmarnsundbron (1963) från öst
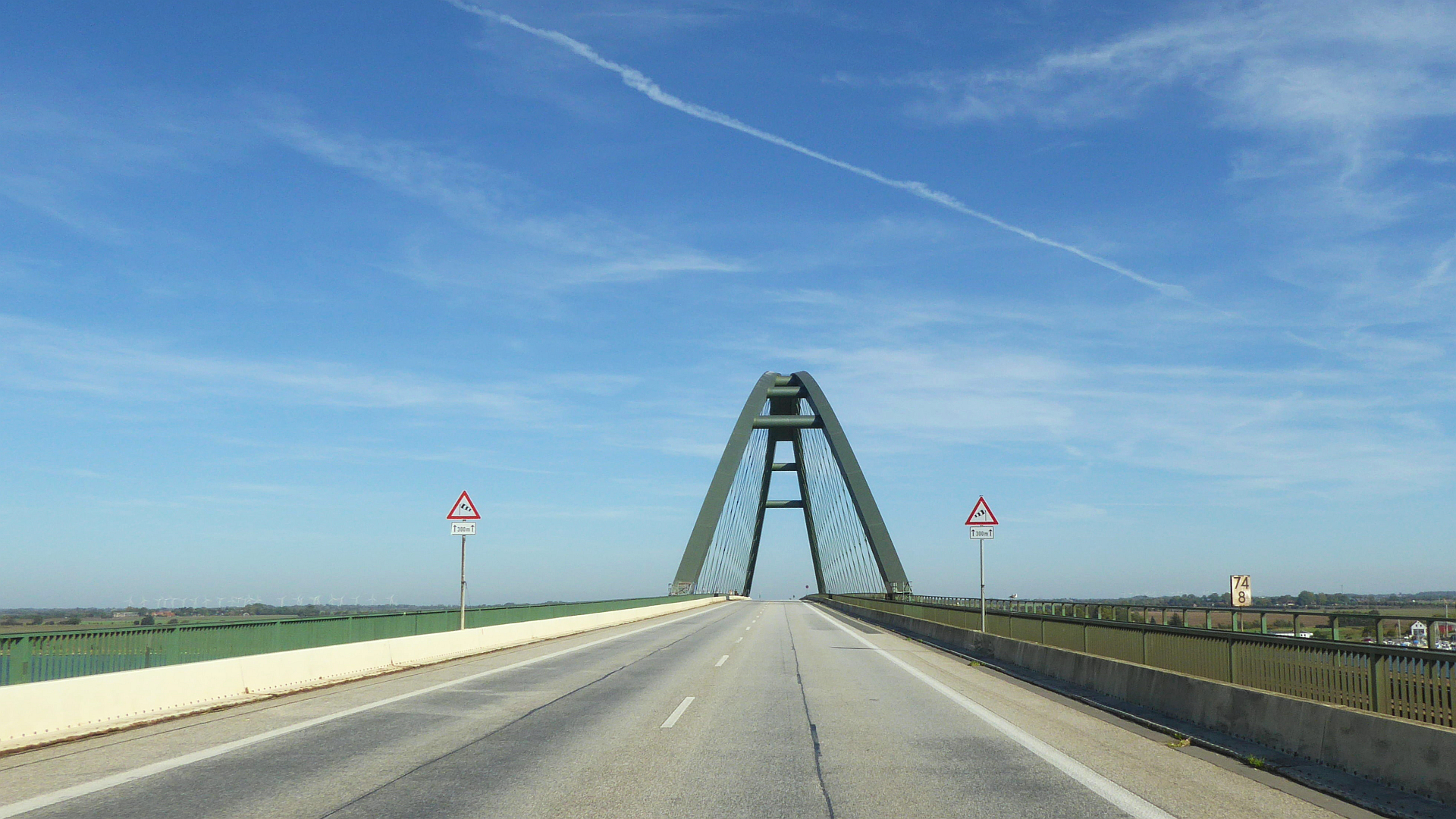
Fehmarnsundbron från söder
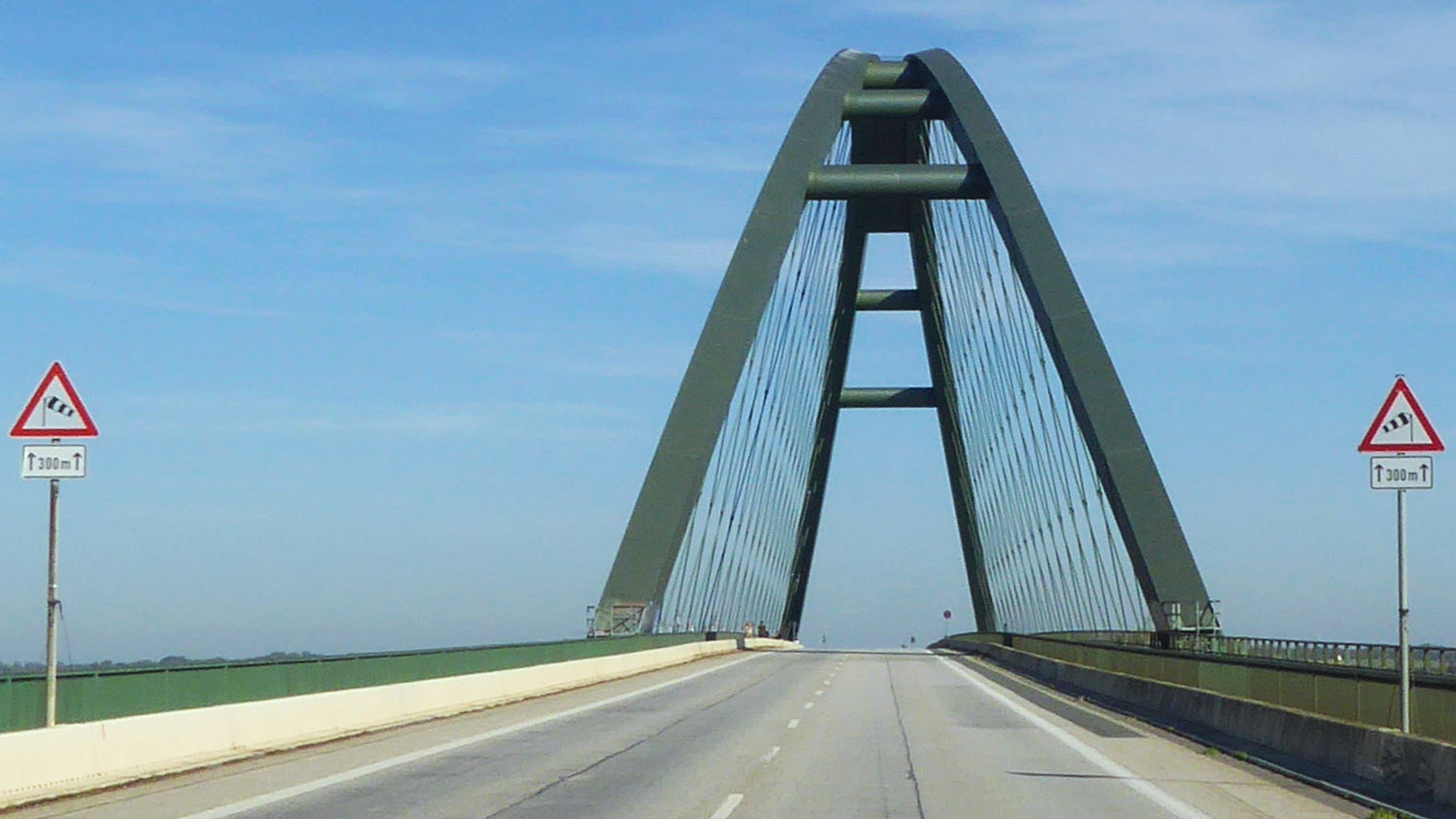
Fehmarnsundbron från söder
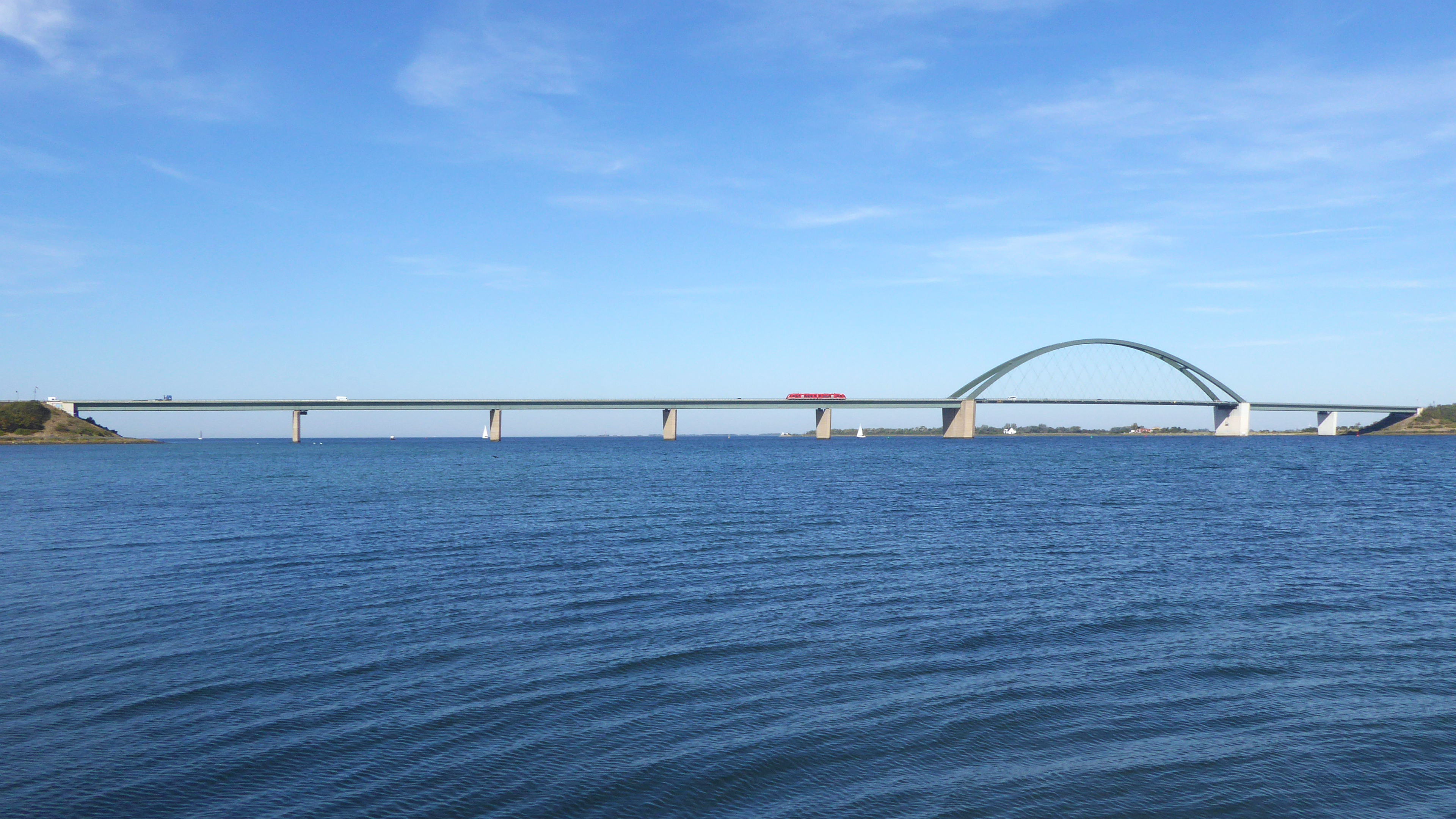
Panorama från sydost